# سامی ویتکامب
سامی ویتکامب (انگلیسی: Sami Whitcomb؛ زادهٔ ۲۰ ژوئیهٔ ۱۹۸۸) بازیکن بسکتبال اهل ایالات متحده آمریکا است.
وی در مسابقات کشوری و بین‌المللی در مجموع برندهٔ ۱ مدال نقره، ۱ مدال برنز شده‌است.